# Dicranoptycha caesia
Dicranoptycha caesia är en tvåvingeart. Dicranoptycha caesia ingår i släktet Dicranoptycha och familjen småharkrankar.

## Underarter
Arten delas in i följande underarter:
- D. c. caesia
- D. c. pallidibasis